# كيني هاوكس
كيني هاوكس (بالإنجليزية: Kenny Hawkes)‏ هو منتج أسطوانات وملحن ودي جيه بريطاني، ولد في 14 يوليو 1968، وتوفي في 10 يونيو 2011.

## وصلات خارجية
- كيني هاوكس على موقع ميوزك برينز (الإنجليزية)
- كيني هاوكس على موقع ديسكوغز (الإنجليزية)